# Ruyangosaure
El ruyangosaure (Ruyangosaurus) és un gènere de dinosaure sauròpode que va viure al Cretaci superior. Les seves restes fòssils es van trobar a la formació de Mangchuan de la Xina. L'espècie tipus és R. giganteus, descrita l'any 2009 per un grup de científics de l'Acadèmia Xinesa de Ciències i del Museu Geològic Henan.